# Emile Griffith vs. Nino Benvenuti
Emile Griffith vs. Nino Benvenuti è stato un incontro di pugilato disputatosi il 17 aprile 1967 presso il Madison Square Garden di New York, negli Stati Uniti. Si trattò di un match (il primo di una trilogia Griffith vs. Benvenuti) con in palio il titolo mondiale dei pesi medi versione WBC e WBA. Benvenuti sconfisse il campione ai punti per decisione unanime vincendo le cinture, primo italiano a conquistare tali allori.
Il 17 aprile 1967, notte dell'incontro, la Rai, per preservare il sonno degli italiani, non trasmette il match alla televisione, ma sceglie di farlo solamente via radio: è stato calcolato che fra i 16 e i 18 milioni di radioascoltatori seguirono in diretta il match: solamente Italia - Germania 4-3 ha avuto un successo simile.

## Contesto
Nel gennaio 1967 Benvenuti e il suo manager Amaduzzi volano in America, tana del campione mondiale dei pesi medi Emile Griffith. La prima visione del campione, impegnato in una difesa mondiale contro Joey Archer non impressiona particolarmente Benvenuti che ammette tranquillamente di poter battere il suo avversario. 
(Nino Benvenuti)
A sfavore di Benvenuti gioca anche il fatto che solo Marcel Cerdan, prima di lui, è riuscito a conquistare la corona mondiale venendo a combattere dall'Europa e che tutti i suoi precedenti europei hanno fallito questo tentativo.
Il comitato del Madison Square Garden appoggiò l'incontro, ma non, come capì successivamente Benvenuti stesso, per il talento del pugile italiano, quanto più per il fatto che si sperava di scalzare il Campione di colore con una figura nuova, dalla pelle bianca, i capelli biondi e gli occhi azzurri. I giornali dell'epoca si interessano notevolmente alla vicenda, ma Griffith viene presentato come un Campione imbattibile per il pugile europeo, chiamato per la corona non tanto per il talento, ma per il colore della pelle. Benvenuti replica in maniera mordace che non è un avversario da prendere sottogamba e che si considera il numero uno a tutti gli effetti; i giornali americani non cambiano opinione sulle sue qualità, ma gli riconoscono una certa lingua lunga.

## L'incontro
Al Madison Square Garden di New York sono presenti 14 251 spettatori paganti. Presenti a bordo ring anche gli ex pugili Rocky Marciano, Rocky Graziano, Jake LaMotta, Sugar Ray Robinson e la cantante italiana Milva. Al peso, i due contendenti registrano rispettivamente kg. 69.400 il detentore e 72.100 lo sfidante. L'incontro vede immediatamente i due pugili scambiarsi colpi al centro del ring nel primo round. Benvenuti sfrutta l'allungo, Griffith preferisce la corta distanza. Il primo round registra già un vantaggio per l'italiano. Nel secondo round, un gancio al mento di Benvenuti atterra Griffith che è contato sino all'otto. Benvenuti si aggiudica anche la terza ripresa. Alla quarta ripresa un destro volante del campione del mondo si abbatte sull'italiano che, arretrando, si aggrappa alle corde e poi va al tappeto. Benvenuti è contato per la seconda volta in carriera ma si rialza e conclude il round boxando con esperienza. La quinta e la sesta ripresa se le aggiudica Benvenuti, che porta a casa anche la settima nonostante una testata dello statunitense che gli riapre una vecchia ferita al naso. Griffith porta a casa le successive tre riprese e, alla nona, un medico controlla la ferita al naso dell'italiano stabilendo che può proseguire. La dodicesima, tredicesima e quattordicesima se le aggiudica Benvenuti abbastanza nettamente. Nell'ultimo round Griffith cerca di ribaltare le sorti del match, ma Benvenuti sa imbrigliarne l'azione, replicando con fermezza su un avversario frastornato. Al termine dell'incontro vengono letti i cartellini: trionfa Nino Benvenuti con 10 riprese vinte su 15 secondo due dei tre giudici, e 9 secondo il terzo. Nello specifico, l'unanimità della terna arbitrale attribuisce a Benvenuti le prime tre, la quinta, la settima, la tredicesima e la quindicesima ripresa mentre solo la quarta e l'ottava ripresa sono unanimemente attribuite a Griffith.

### Arbitro e giudici
- Arbitro: Mark Conn 5-10
- Giudice: Leo Birnbaum 5-10
- Giudice: Al Berl 6-9

Sul ring, appena dopo il verdetto della vittoria ai punti dell'italiano, Griffith stringe la mano a Benvenuti come segno di rispetto. Il rientro in Italia viene vissuto in maniera entusiastica: a Milano il pugile viene bloccato in Corso Sempione e a Trieste riceve l'omaggio della sua città di adozione che scende interamente in piazza per festeggiare il nuovo Campione mondiale dei pesi medi. Il match sarà nominato Fight of the year del 1967 dalla rivista specializzata Ring Magazine.

## La rivincita
Nel contratto del primo match vinto da Benvenuti è comunque prevista una rivincita immediata nel caso in cui il campione uscente (Griffith) sia stato sconfitto. Il rematch viene fissato il 29 settembre 1967. Benvenuti stavolta è favorito dai bookmaker. Giunge però in America con un gran seguito di italiani, ma per mare e senza aver combattuto per cinque mesi. Dopo l'incontro, la maggioranza degli osservatori gli contesterà una preparazione approssimativa. Al peso registra una libbra in più del primo match (kg. 72.550) contro i 69.850 dello statunitense.
Il copione dell'incontro, che si tiene all'aperto allo Shea Stadium di fronte a 21.326 spettatori paganti, per un incasso di 256.737 dollari  è diverso rispetto al precedente. Al secondo round il campione subisce un colpo perfetto al tronco che provoca la rottura della dodicesima costola. Benvenuti capisce immediatamente che il match è segnatoː l'handicap lo penalizza eccessivamente e combatte una battaglia stoica con sé stesso per concludere l'incontro. Ancora alla fine del settimo round i cartellini di due giudici su tre lo vedono in vantaggio e il terzo un match pari. Poi Griffith riesce ad aggiudicarsi quasi tutte le restanti riprese. Al nono round Benvenuti scivola sul ring reso viscido da una leggera pioggia. L'undicesimo è pari e il tredicesimo appannaggio di Benvenuti. Il triestino scivola nuovamente al quattordicesimo round e stavolta è ufficialmente contato, nonostante le sue proteste. Il verdetto in favore di Griffith non è unanime perché mentre i due giudici attribuiscono la vittoria a Griffith per 9-5 riprese, l'arbitro Tommy Walsh vede il pari per 7-7. Secondo il cronista del Corriere della Sera il verdetto più giusto sarebbe stato un 7-4 per Griffith con quattro riprese pari. Il titolo torna così in America nelle mani dell'ex campione e Benvenuti in Italia con la costola infortunata, oltre che il volto tumefatto e alcuni tagli sul viso.

## La "bella"
Il terzo incontro, però, è inevitabile. La terza sfida è combattuta in un Madison Square Garden rinnovato il 4 marzo 1968. Gli spettatori sono 18 096 per un incasso di 638 503 dollari. Il favorito è nuovamente Griffith, mentre Benvenuti sostiene di aver ritrovato la forma migliore della sua carriera. Al peso, il campione del mondo tocca i 70.300 kg. mentre Benvenuti conferma i 72.550 kg. 
Il bilancio delle prime otto riprese è contraddistinto da un equilibrio pressoché totaleː tre round a testa e due pari. Alla nona ripresa avviene la svolta: con un gancio sinistro doppiato alla mascella Benvenuti atterra Griffith e si aggiudica la ripresa in maniera netta. Per altri tre round il triestino domina un Griffith ancora frastornato. Lo statunitense si aggiudica di misura il tredicesimo round, pareggia il quattordicesimo e si getta all'arma bianca all'ultima ripresa facendo traballare l'italiano. Ma, al termine dell'incontro, è Benvenuti a trionfare. L'arbitro Lo Bianco e il giudice Forbes preferiscono Benvenuti per otto riprese a sei e una pari; il giudice Forbes attribuisce sette riprese a testa ma assegna a Benvenuti un punto aggiuntivo per aver atterrato l'avversario. Il titolo mondiale torna quindi in Italia. 
Anche grazie a questa vittoria, nel 1968 Benvenuti ha vinto il prestigioso premio di Fighter of the year della rivista Ring Magazine, unico italiano ad aver conseguito tale riconoscimento.

## Ricorrenze
Il Cinquantenario di quella vittoria mondiale di Nino Benvenuti al Madison, ovvero il primo incontro della triade, è stato festeggiato il 26 aprile 2017 durante una cerimonia ufficiale italiana, organizzata da Anita Madaluni, patrocinata da CONI e Ambasciata Americana, nel prestigioso Salone d'Onore del CONI.